# MTV Europe Music Awards 2013
21. Gala MTV EMA 2013 odbyła się 11 listopada w Ziggo Dome w Amsterdamie w Holandii.

## Nominacje

### Najlepsza piosenka
- Daft Punk (featuring Pharrell Williams) — "Get Lucky"
- Macklemore & Ryan Lewis (featuring Wanz) — "Thrift Shop"
- Bruno Mars — "Locked Out of Heaven"
- Rihanna — "Diamonds"
- Robin Thicke (featuring T.I. & Pharrell Williams) — "Blurred Lines"

### Najlepszy teledysk
- Miley Cyrus — "Wrecking Ball"
- Lady Gaga — "Applause"
- Robin Thicke (featuring T.I. & Pharrell Williams) — "Blurred Lines"
- 30 Seconds to Mars — "Up In The Air"
- Justin Timberlake — "Mirrors"

### Wokalistka roku
- Miley Cyrus
- Selena Gomez
- Lady Gaga
- Katy Perry
- Taylor Swift

### Wokalista roku
- Justin Bieber
- Eminem
- Jay-Z
- Bruno Mars
- Justin Timberlake

### Najlepszy Nowy Wykonawca
- Bastille
- Icona Pop
- Imagine Dragons
- Macklemore & Ryan Lewis
- Rudimental

### Najlepszy wykonawca muzyki pop
- Justin Bieber
- Miley Cyrus
- One Direction
- Katy Perry
- Taylor Swift

### Najlepszy wykonawca rockowy
- Black Sabbath
- Green Day
- The Killers
- Kings of Leon
- Queens of the Stone Age

### Najlepszy wykonawca alternatywny
- Arctic Monkeys
- Fall Out Boy
- Franz Ferdinand
- Paramore
- 30 Seconds to Mars

### Najlepszy wykonawca muzyki elektronicznej
- Afrojack
- Avicii
- Daft Punk
- Calvin Harris
- Skrillex

### Najlepszy wykonawca muzyki hip-hop
- Drake
- Eminem
- Jay-Z
- Macklemore & Ryan Lewis
- Kanye West

### Najlepszy występ na żywo
- Beyoncé
- Green Day
- P!nk
- Taylor Swift
- Justin Timberlake

### Najlepszy wykonawca w serii MTV World Stage
- The Black Keys
- Fun
- Garbage
- Green Day
- Jessie J
- Alicia Keys
- The Killers
- Linkin Park
- Macklemore & Ryan Lewis
- Jason Mraz
- No Doubt
- Rita Ora
- Paramore
- Robin Thicke
- Snoop Lion

### Najlepszy wykonawca w serii MTV Push
- ASAP Rocky
- Iggy Azalea
- Bastille
- Icona Pop
- Imagine Dragons
- Karmin
- Austin Mahone
- Bridgit Mendler
- Tom Odell
- Rudimental
- Twenty One Pilots

### Najwięksi Fani
- Justin Bieber
- Lady Gaga
- One Direction
- 30 Seconds to Mars
- Tokio Hotel

### Najlepszy Image
- Lady Gaga
- Rita Ora
- Harry Styles
- Justin Timberlake
- Rihanna

### Najlepszy wykonawca-świat
- Chris Lee
- Cody Simpson
- Fresno
- Justin Bieber
- Lena
- Marco Mengoni
- Ahmed Soultan
- Bednarek
- Exo-K
- /  One Direction

### Globalna ikona
- Eminem

## Występy
Wcześniejsze występy:
- Ylvis — "The Fox (What Does the Fox Say?)"

Główna gala:
- Miley Cyrus — "We Can't Stop" (Otwarcie)
- Robin Thicke featuring Iggy Azalea — "Blurred Lines" / "Feel Good"
- Katy Perry — "Unconditionally"
- Miley Cyrus — "Wrecking Ball"
- Kings of Leon — "Beautiful War"
- Bruno Mars — "Gorilla"
- Eminem — "Berzerk" / "Rap God"
- Snoop Lion featuring Afrojack — "Gin and Juice" (na Melkweg)
- The Killers — "Shot At The Night" / "Mr. Brightside"
- Imagine Dragons — "Radioactive" (na Heineken Music Hall)
- Icona Pop — "I Love It"